# Bărdești, Mureș
Bărdești (în maghiară Bardos) este un sat în comuna Sântana de Mureș din județul Mureș, Transilvania, România.

## Istoric
Pe Harta Iosefină a Transilvaniei din 1769-1773 (Sectio 128), localitatea a apărut sub numele de „Bardos”. 